# Castello Tesino
Castello Tesino és un municipi italià, dins de la província de Trento. L'any 2007 tenia 1.381 habitants. Limita amb els municipis d'Arsiè (BL), Canal San Bovo, Cinte Tesino, Grigno, Lamon (BL), Pieve Tesino i Scurelle.

## Administració
| Període | Identitat        | Partit        |
| ------- | ---------------- | ------------- |
| 2020-   | Graziella Menato | Llista cívica |